# Liber glossarum
El Liber glossarum o Glosario de Ansileubo es un enorme compendio de conocimiento general y fuente de referencias creado, según Georg Goetz, a mediados del siglo VIII y utilizado por estudiosos contemporáneos y compiladores posteriores durante toda la Edad Media. Es la primera enciclopedia latina que utiliza lemas ordenados alfabéticamente, por lo que también se la ha denominado glosario y diccionario.

## Historia
Las copias más tempranas del Liber glossarum fueron escritas en el monasterio de Corbie en minúsculas carolinas; por este motivo se ha supuesto que el trabajo se realizó allí o en un convento próximo durante la época del abad Adelardo de Corbie (752-826). Adelardo era primo de Carlomagno, y dada la naturaleza inmensa del proyecto, es probable que el Liber glossarum fuera un proyecto respaldado por la dinastía carolingia. De su popularidad da testimonio el hecho de que se hayan conservado numerosos manuscritos de esta obra, que, para José Luis Moralejo y otros autores (Claudio Sánchez Albornoz y Georg Goetz), debió ser compuesta por algún mozárabe emigrado al monasterio de Corbie, a causa de su clara estirpe isidoriana.
El Liber Glossarum fue fuente principal para Papias y los humanistas italianos de Florencia; fue una fuente habitual de referencias hasta el siglo XVII.
Se ha dicho que el Liber glossarum fue parte de un esfuerzo mucho más grande por parte de los emperadores carolingios, y en especial de Carlomagno, para reformar la religión, la administración real, el monacato, la instrucción y el lenguaje. Estas reformas estaban destinadas en gran medida a crear estándares objetivos en todos los reinos francos. Es lo que ha sido llamado "Renacimiento carolingio", un "florecimiento de la vida intelectual y cultural" durante los siglos VIII y IX en lo que hoy es la Francia moderna. De este auge da testimonio el que Aproximadamente 7000 manuscritos latinos hayan sobrevivido desde el siglo IX, mientras que solo 2000 habían sobrevivido en el periodo anterior que abarca desde el siglo quinto al octavo. La producción y conservación de tantos manuscritos es indicativa del flujo cultural e intelectual de la época y de la importancia y aprecio que había adquirido la cultura escrita.
Este renacimiento se había difundido a partir de unos pocos centros de cultura y sus líneas de desarrollo se establecieron a lo largo de Europa Occidental durante varios siglos. La dinastía carolingia apoyó una floración de la vida intelectual dirigida desde el poder real por dos motivos: la valoración general de la investigación y del conocimiento y el deseo de estandarizar adecuadamente la vida religiosa y la oración.

## Organización, fuentes e influjo
Utilizando el Liber glossarum un erudito medieval podía buscar la definición de una palabra y encontrar numerosos sinónimos. Este erudito también podía recabar información sobre un tema específico buscando alfabéticamente los lemas. Pero el latín de esta enciclopedia era muy heterogéneo:
A partir del rico material extraído de manuales, gramáticos, escritores y manuscritos que en sus Etimologías ofrecía Isidoro, y de los glosarios anteriores, se compiló, probablemente en el siglo VIII, y en ambientes muy influidos por la cultura visigótica en el Sur de Francia o mejor quizás en el Norte de Italia, la más grande colección de glosas que circuló en la Edad Media, el Liber Glossarum, o "Glosario de Ansileubo", según el nombre de su supuesto recopilador. El contenido de esta magna obra altomedieval y el de otras de menor relieve, combinados de distinto modo, fueron la fuente de numerosos y variados glosarios, que circularon incesantemente en la época medieval. De entre ellos, según Díaz, la obra de Paulo Diácono, que escribió en Monte Cassino a fines del siglo VIII, y el Elementarium de Papías, erudito lombardo que trabajó a mediados del siglo XI, representan a este respecto momentos culminantes de este tipo de erudición.

## Manuscritos conocidos
Copias conocidas del Liber glossarum se hallan esparcidas en especial por Francia, el norte de Italia y Alemania. Una copia completa próxima al arquetipo se encuentra en París. Un folio manuscrito se guarda en el Dartmouth College. No hay ninguna copia en España

## Ediciones
- W.-M. Lindsay, et alii, "Glossarium Ansileubi siue Librum Glossarum", en Glossaria Latina, I (LGI).